# Бионди (Асколи Пичено)
Бионди (итал. Biondi) насеље је у Италији у округу Асколи Пичено, региону Марке.
Према процени из 2011. у насељу је живело 31 становника. Насеље се налази на надморској висини од 279 м.